# رافاييل توبياس دي أغيار
رافاييل توبياس دي أغيار هو سياسي برازيلي، ولد في 4 أكتوبر 1794 في سوروكابا في البرازيل، وتوفي في 7 أكتوبر 1857 في ريو دي جانيرو في البرازيل.